# Herbert Gruber
Herbert Gruber   (Colònia, 9 de novembre de 1942) és un pilot de bob austríac, ja retirat, que va competir durant les dècades de 1960 i 1970.
Durant la seva carrera esportiva va prendre part en tres edicions dels Jocs Olímpics d'Hivern. El 1964, als Jocs d'Innsbruck, fou setè en la prova de bobs a quatre del programa de bob. Als Jocs de Grenoble de 1968 va guanyar la medalla de plata en la prova de bobs a quatre del programa de bob, formant equip amb Erwin Thaler, Reinhold Durnthaler i Josef Eder. La seva tercera i darrera participació en uns Jocs fou el 1972, a Sapporo, on fou sisè en la prova del bob a quatre i vuitè en la del bob a dos.
En el seu palmarès també destaca una medalla de bronze al Campionat del món de bob.